# Guasca (kommun)
Guasca är en kommun i Colombia.   Den ligger i departementet Cundinamarca, i den centrala delen av landet, 40 km nordost om huvudstaden Bogotá. Antalet invånare är 12 442.